# Infiltrada en el búnker
Infiltrada en el búnker es una película documental española de 2025, escrita, producida y dirigida por Pablo de la Chica. Contó con la aparición de Goize Blanco. Se estrenó en Prime Video el 27 de junio de 2025.

## Trama
Cuenta la historia de una activista, cuya identidad se esconde bajo el nombre ficticio de Carlota Saorsa (Goize Blanco), la cual durante dos años lo sacrificó todo para mostrar al mundo la cruda realidad de las investigaciones realizadas dentro de un laboratorio de experimentación animal.

## Reparto e intervenciones
- Goize Blanco como Carlota Saorsa

## Producción
El 17 de julio de 2024, Prime Video anunció por primera vez el documental sobre la experimentación animal Infiltrada en el búnker, el cual estaría escrito, dirigido y producido por Pablo de la Chica. Está producido por Salon Indie Films, En Cero Coma (filial de no ficción de Fremantle España) y Amazon MGM Studios España. La actriz Goize Blanco interpretó a Carlota Saorsa en las recreaciones narrativas de los eventos relatados de la película.

## Lanzamiento y marketing
El 22 de mayo de 2025, Prime Video anunció que Infiltrada en el búnker se estrenaría en su plataforma el 27 de junio de 2025. El 12 de junio de 2025, el tráiler de la película fue lanzado.